# Freddy’s Favourites
Freddy’s Favourites ist das 13. Kompilationsalbum des österreichischen Schlagersängers Freddy Quinn, das 1973 vom Musiklabel Polydor (Nummer 2371 394) auf Schallplatte in Südafrika veröffentlicht wurde.

## Schallplattenhülle
Auf der Schallplattenhülle ist Freddy Quinn in Profilansicht zu sehen, der eine Matrosenkappe trägt. Im Hintergrund sind Schiffsmasten zu erkennen. In roten Großbuchstaben befindet sich der Schriftzug „Freddy“ im linken oberen Bereich, darüber befindet sich in roter Schrift der Albumtitel „Freddy’s Favourites“.

## Musik
Lieder dieses Kompilationsalbums wurden von Freddy Quinn in folgenden Studioalben veröffentlicht. Sechs dieser Lieder waren von Freddy Quinn als Single veröffentlicht worden.
- Auf hoher See (1961)
  - Die Gitarre und das Meer
  - La Paloma
- Heimweh nach St. Pauli (1962)
  - Junge, komm bald wieder
- Freddy auf großer Fahrt (1962)
  - Die Gitarre und das Meer
  - La Paloma
- In South Africa / Suid-Afrika (1963)
  - La Paloma
- Freddy El Millonario (1964)
  - Wann kommt das Glück auch zu mir
  - La Paloma
- Von Kontinent zu Kontinent (1965)
  - Cu-Cu-Ru-Cu-Cu Paloma
- Freddy – Wunschkonzert (1967)
  - La Paloma
- Freddy Quinn en México (1968)
  - La barca de oro
- Mexico Olé (1968)
  - Cu-Cu-Ru-Cu-Cu Paloma
- Der Junge von St. Pauli (1970)
  - Der Junge von St. Pauli
- Freddy heute (1971)
  - Michael und Robert
- Erinnerungen an Hans Albers (1971)
  - La Paloma
  - Kleine Möwe, flieg’ nach Helgoland

## Titelliste
Das Album beinhaltet folgende zwölf Titel:
- Seite 1

1. Wann kommt das Glück auch zu mir[1]
2. Die Fahrt ins Abenteuer
3. Die Gitarre und das Meer[2]
4. Junge, komm bald wieder[3]
5. Der Junge von St. Pauli[4]
6. La barca de oro[5]

- Seite 2

1. Deine Welt, meine Welt
2. La Paloma[6]
3. Michael und Robert
4. La botella[7]
5. Kleine Möwe, flieg’ nach Helgoland[8]
6. Cu-Cu-Ru-Cu-Cu Paloma[9]